# هیئت مدیره (مجموعه تلویزیونی)
هیئت مدیره نام یک مجموعه تلویزیونی ایرانی به تهیه کنندگی مهران رسام و به کارگردانی مازیار میری می‌باشد که از نوروز ۱۳۹۷ از شبکه پنج سینما پخش آن آغاز شد. این سریال تلویزیونی ۱۰۰ قسمت می‌باشد.

## خلاصه داستان
قصه زوج جوانی را روایت می‌کند که با نقل مکان به ساختمانی جدید درگیر اتفاقاتی تازه می‌شوند که با ورود یک مسافر خارجی حوادث جالب و شیرینی برایشان رقم می‌خورد.